# Superconduttività del II tipo

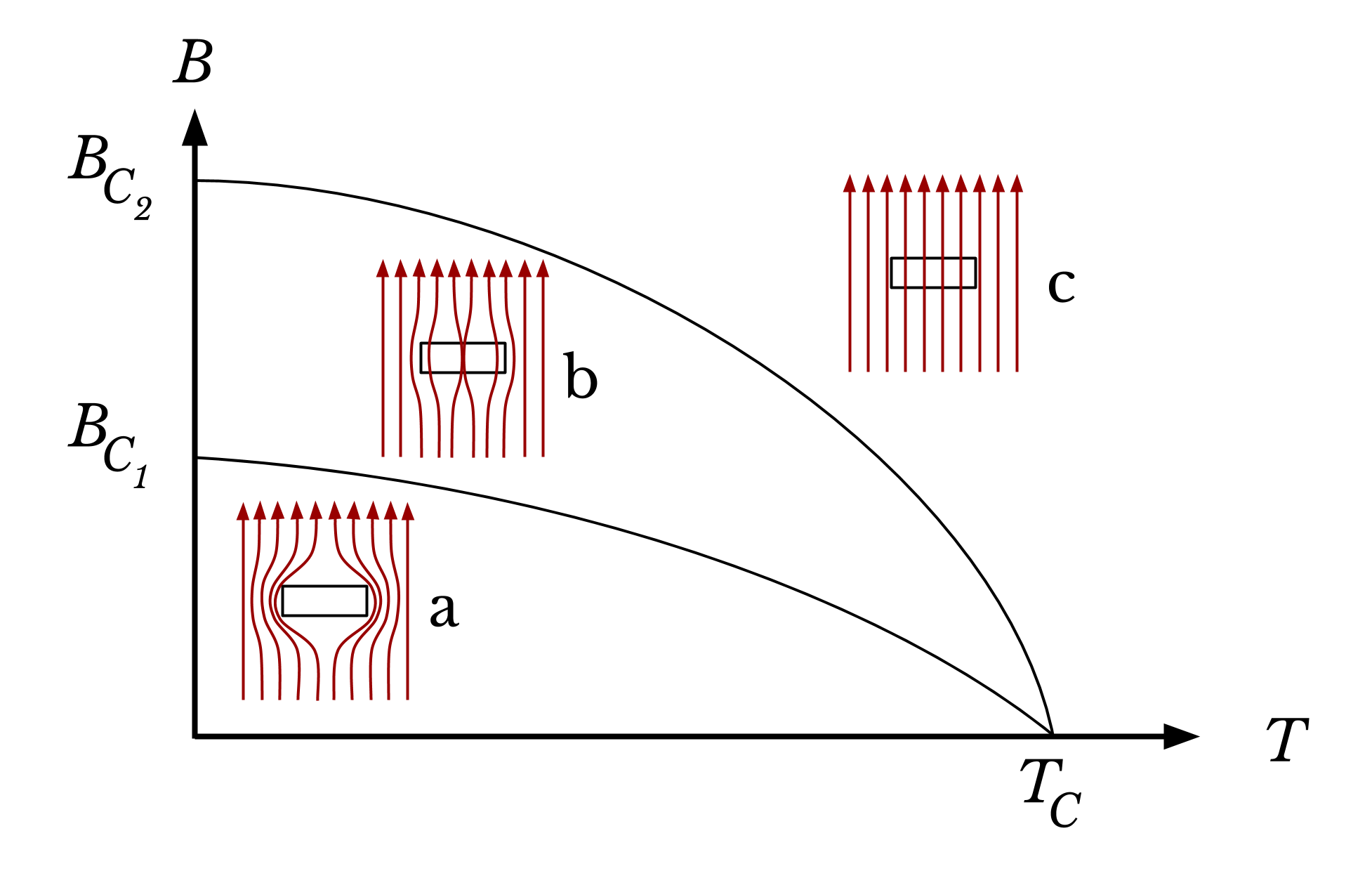
La relazione tra campo magnetico B e la temperatura T in un superconduttore del II tipo. I superconduttori del I tipo non presentano la fase intermedia tra B_{C1} e B_{C2}

In fisica, un materiale superconduttore può essere classificato come superconduttore del II tipo se, sottoposto ad un campo magnetico di intensità superiore a un certo valore critico, chiamato Bc1, che dipende dal materiale e dalla sua temperatura, le linee del campo magnetico attraversano il materiale solo in alcuni punti, detti vortici di Abrikosov o flussoni, mentre sotto il valore Bc1 non passa alcuna linea (espulsione del campo magnetico), ottenendo l'effetto Meissner. Aumentando ulteriormente l'intensità del campo, aumenta anche la densità dei vortici, fino a un successivo valore critico, detto Bc2, al quale la superconduttività è distrutta e il campo attraversa completamente il materiale. La differenza rispetto ai superconduttori del I tipo è che questi ultimi non hanno la fase intermedia tra Bc1 e Bc2.

## Storia

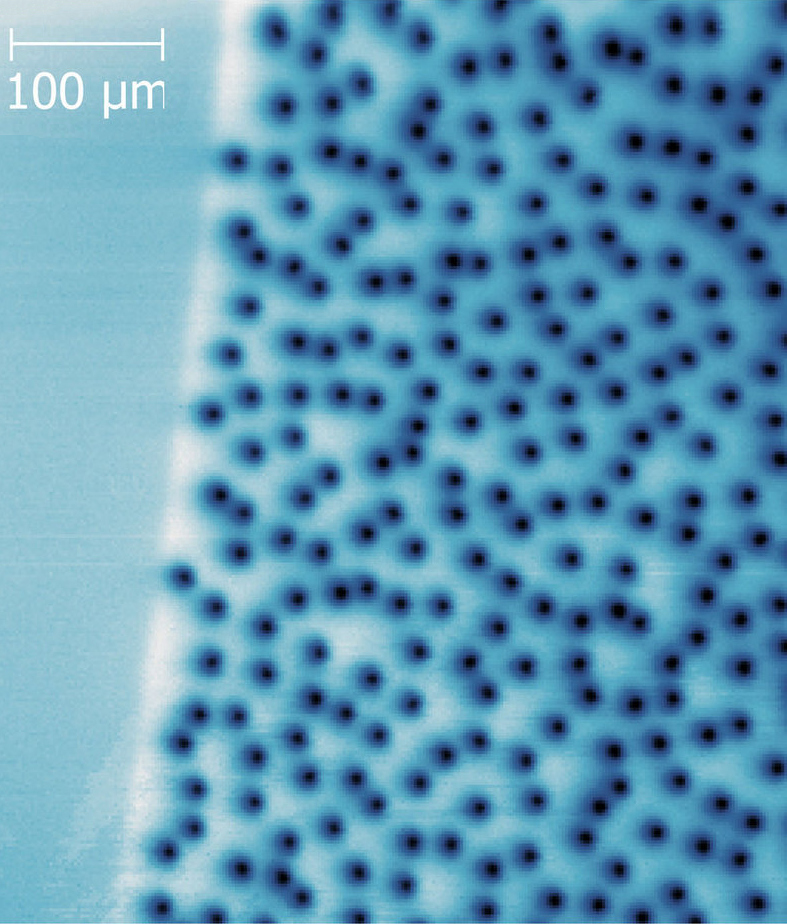
Vortici in un film di YBCO spesso 200 nm film immagine ottenuta da un microscopio a SQUID

Nel 1935, Lev Shubnikov e J.N. Rjabinin scoprirono sperimentalmente i superconduttori del II tipo, 24 anni dopo la scoperta dei superconduttori metallici puri. Nel 1950, la teoria dei due tipi di superconduttori è stata in parte spiegata grazie alla teoria di Ginsburg-Landau (la teoria prende il nome dai due famosi teorici russi Vitaly Ginzburg e Landau). La spiegazione del comportamento è dovuta ad Abrikosov, che estese ai superconduttori il modello dei vortici quantistici dell'elio superfluido sviluppato da Onsager e Feynman, assieme alla quantizzazione del flusso magnetico nei superconduttori. Abrikosov per la teoria dei vortici magnetici che giustificano il comportamento del superconduttori del II tipo ricevette nel 2003 il  premio Nobel per la Fisica.

## Stato di vortice
La spiegazione può essere data basandosi sulla teoria di Ginsburg-Landau che introduce oltre alla lunghezza di penetrazione di London λ anche la lunghezza di coerenza.
Una lunghezza che misura la dimensione spaziale del parametro d'ordine nei superconduttori (la densità delle coppie di Cooper). Il rapporto {\displaystyle \kappa =\lambda /\xi }, è conosciuto come parametro di Ginzburg-Landau . Se tale grandezza adimensionale è {\displaystyle 0<\kappa <1/}{\sqrt {2}} il superconduttore è del I tipo in quanto l'energia libera è positiva nell'interfaccia metallo normale-superconduttore. Se {\displaystyle \kappa >1/}{\sqrt {2}} in pratica se la lunghezza di coerenza è minore della lunghezza di penetrazione. Vi è una energia libera negativa all'interfaccia metallo normale-superconduttore. Una energia di interfaccia negativa causa una instabilità del sistema che tende a massimizzare il numero di interfacce. Queste interfacce si manifestano nel materiale come linee del flusso magnetico che attraversano il materiale.
Rendendo normali delle regioni del materiale. Una corrente circolante separa le regioni normali da quelle superconduttrici e sono chiamate per analogia con la dinamica dei fluidi vortici di Abrikosov.
In poche parole un superconduttore del II-tipo si comporta in un intenso campo magnetico in maniera equivalente ai vortici quantizzati dell'elio superfluido descritto da Feynman nel 1955.

## Magneti superconduttori
I superconduttori del I tipo hanno campi critici bassi e quindi non sono utilizzabili per sopportare campi magnetici intensi. Quindi il tentativo di Kamerling-Onnes di fabbricare magneti superconduttori con il piombo fu un tale insuccesso che per circa 50 anni nessuno provò a fabbricare magneti superconduttori. In realtà solo i superconduttori del II tipo possono sopportare correnti molto intense se i vortici quantizzati sono fissati in punti ben precisi
(detti centri di pinning). Infatti nel 1961, J.E. Kunzler, E. Buehler, F.S.L. Hsu, and J.H. Wernick scoprirono che a 4.2 K, un composto di niobio e stagno (Nb-Sn) era capace di sopportare una corrente di {\displaystyle 10^{5}\ A/cm^{2}} in un campo di 8,8 T. In realtà, pur sopportando fino a 20 T, il Nb-Sn è molto fragile, per questo gli viene preferito il Nb-Ti, una lega scoperta l'anno successivo, anche se sopporta al massimo 10 T. 
Nella maggior parte dei casi i magneti superconduttori sono utilizzati per la risonanza magnetica nucleare e attualmente sono tutti in Nb-Ti. I magneti utilizzati nei grandi acceleratori di particelle come LHC utilizzano magneti di Nb-Ti, ma nel prossimo futuro utilizzeranno Nb-Sn. I superconduttori ad alta temperatura critica scoperti nel 1986 da Bednorz e Müller, sono tutti superconduttori del II tipo. In teoria possono generare campi molto intensi ma a tutt'oggi non sono usati nei grandi magneti superconduttori in funzione a causa della difficoltà di fabbricazione.

## Tipo 1.5
Per anni la comunità scientifica ha ritenuto che esistessero solo superconduttori di tipo I o di tipo II, e che le due condizioni si escludessero a vicenda, senza ulteriori stati intermedi, ma nel 2011 ricercatori dell'Università del Massachusetts - Amherst e del Regio Istituto Tecnico svedese hanno presentato una teoria che prevede l'esistenza di superconduttori di tipo intermedio tra il primo e il secondo (1.5) in materiali chiamati superconduttori multibanda e che permetterebbe di calcolare le condizioni necessarie per la loro riproducibilità: stabilità termodinamica, condizioni di repulsione a breve distanza, ordine di grandezza della penetrazione del campo magnetico. Nei superconduttori di tipo 1.5, si formerebbero, quando il campo magnetico è debole, due vortici con flussi simili, entrambi in uno stato di Meissner a due componenti: questi interagirebbero tramite attrazione a lunga distanza, dove prevale la forza fra le due densità, e con repulsione a breve distanza, dove prevale l'interazione elettromagnetica.